# آر. باول باتلر
آر. باول باتلر (بالإنجليزية: R. Paul Butler)‏ هو عالم فلك أمريكي، ولد في 1960 في سان دييغو في الولايات المتحدة.